# Nits de Harlem
Nits de Harlem (títol original: Harlem Nights) és un film americà dirigida per Eddie Murphy el 1989. Ha estat doblada al català.

## Argument
A Harlem, « Sugar » Ray és el patró d'un casino clandestí, ha de fer cara a les pressions, tant d'altres pistolers com les dels policies corruptes que voldrien veure'l fora de joc. Però al món del crim organitzat dels anys 1920, tots els cops baixos són permesos.

## Repartiment
- Eddie Murphy: Quick
- Richard Pryor: Sugar Ray
- Danny Aiello: Phil Cantone
- Redd Foxx: Bennie Wilson
- Michael Lerner: Bugsy Calhoune
- Della Reese: Vera
- Berlinda Tolbert: Annie
- Stan Shaw: Jack Jenkins
- Jasmine Guy: Dominique La Rue
- Vic Polizos: Richie Vento
- Lela Rochon: Sunshine
- David Marciano: Tony
- Arsenio Hall: El germà de Tommy Small

## Premis i nominacions
- Aquest film va ser nominat als Oscars l'any 1990 en la categoria millor vestuari (Joe I. Tompkins)
- Eddie Murphy va aconseguir el premi Razzie Awards 1989 com a pitjor director.